# Габалавци
Габалавци (на македонска литературна норма: Габалавци) е село в община Битоля на Северна Македония.

## География
Селото е ридско – намира на 690 m надморска височина в областта Пелагония, на 20 km северозападно от Битоля. До 2004 година е част от община Кукуречани. Разположено е вляво от пътя Битоля - Демир Хисар и вдясно от река Шемница.

## История
На рида Кале на 1 km североизточно над Стрежево и на 3,5 km западно от Габалавци има средновековна крепост. Възможно е това да е споменатият в контекста на войната между Византия и Сърбия за рудоносните региони Демир Хисар и Дебрица в 1330 година фрурион Габаларион (заедно с Бучин, Добрун, Железнец и Дебрица).
Местната традиция обяснява името от дъбови стълба, което дало първоначално Дабалавци, от което произлязло днешното име.
В XIX век Габалавци е село в Битолска кааза на Османската империя. Църквата „Свети Атанасий“ е от 1890 година. Според статистиката на Васил Кънчов („Македония. Етнография и статистика“) от 1900 година Кобалевци има 1200 жители, всички българи християни.
На Етнографската карта на Битолския вилает на Картографския институт в София от 1901 година Габаловци е чисто българско село в Битолската каза на Битолския санджак с 15 къщи.
Цялото население на селото е под върховенството на Българската екзархия. По данни на секретаря на Българската екзархия Димитър Мишев („La Macédoine et sa Population Chrétienne“) в 1905 година в Лахци (Габа) (Lahtzi (Gaba) има 112 българи екзархисти.
В 1971 година има 286 жители. От селото се изселват в Битоля, Скопие, Америка, Канада, Австралия и Европа.
Според преброяването от 2002 година селото има 114 жители, всички северномакедонци.
| Националност     | Всичко |
| северномакедонци | 114    |
| албанци          | 0      |
| турци            | 0      |
| роми             | 0      |
| власи            | 0      |
| сърби            | 0      |
| бошняци          | 0      |
| други            | 0      |